# Robert Przygódzki
Robert Przygódzki (ur. 15 czerwca 1967 w Częstochowie) – polski żużlowiec.
Sport żużlowy uprawiał w latach 1987–2003, reprezentując kluby Włókniarz Częstochowa (1987–1992, 1996–1997), Victoria Rolnicki Machowa (1993 ), Kolejarz Opole (1993–1995), Wanda Kraków (2000, 2003), Unia Tarnów (2001) oraz KMŻ Lublin (2002). W 1996 r. zdobył złoty medal drużynowych mistrzostw Polski. W 1987 r. wystąpił w rozegranym w Lesznie finale młodzieżowych mistrzostw Polski par klubowych, zajmując V miejsce. 